# Yvonne Verbeeck
Pour les articles homonymes, voir Verbeeck.

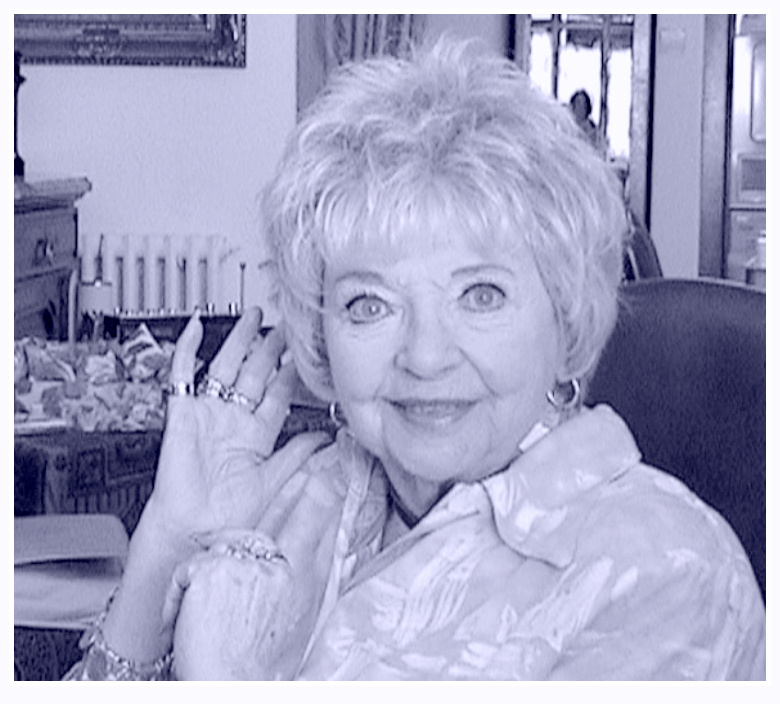
Lors de l'enregistrement du DVD Artist Life en avril 2005.

Yvonne Verbeeck, née à Rumst le 7 décembre 1913 et morte à Anvers le 26 février 2012, est une actrice, comédienne et chanteuse belge. Après des débuts de chanteuse soprano classique, elle est surtout connue pour ses interprétations dans des comédies, opérettes, pièces de théâtre et pièces télévisées. Elle joue au cinéma, au théâtre et à la télévision.

## Biographie
Yvonne Verbeeck est née le 7 décembre 1913 à Rumst. Son père est fabricant et réparateur de vélos. Elle suit des cours à l'école de musique de Boom puis au Conservatoire d'Anvers où elle obtient, en 1933, le premier prix avec grande distinction. Elle commence une carrière de chanteuse soprano classique à l'Institut national de radiodiffusion (maintenant VRT). Pendant la Seconde Guerre mondiale, elle chante pour les soldats, après quoi elle passe à un genre plus léger.
Yvonne Verbeeck joue principalement dans des comédies, des comédies, des opérettes, des pièces de théâtre et des revues. Elle est surtout connue du grand public pour ses apparitions dans les sketches télévisés Gaston en Leo (nl). En 1980, elle joue dans De kolderbrigade (nl) avec Romain Deconinck, Yvonne Delcour (nl), Gaston Berghmans et Leo Martin. De 1990 à 1992, elle joue un rôle principal dans la série VTM en 26 épisodes Benidorm (nl) avec Janine Bischops, Johny Voners, Bob Van Staeyen, Jo Leemans et Max Schnur. Elle joue aussi dans diverses autres séries telles que De Paradijsvogels et Merlina.
Au cinéma, elle joue notamment dans les films Boerenpsalm (nl) (1989) de Roland Verhavert, Koko Flanel (1990) et Hector (1987) de Stijn Coninx, De verlossing (nl) de Hugo Claus (2001) et De Witte van Sichem (1980) de Robbe de Hert.
Elle reste active dans le spectacle jusqu'à un âge avancé. En 1995-1996, elle joue un rôle dans la série VTM Lili en Marleen (nl), et en 2003, elle interprète le personnage Filomeentje dans la série humoristique VTM Hallo België! (nl). En 2005, elle réalise un DVD en hommage à son public, Artiestenleven (Vie d'artiste) résumant une carrière de plus de 75 ans.
En 2007, elle apparaît dans la série VTM Zone Stad (nl) et, en 2008, dans la série télévisée comique populaire FC De Kampioenen.
À partir de 2006, Yvonne Verbeeck vit dans la même maison de repos Nottebohm à Anvers où la chanteuse La Esterella le rejoint en 2008. Toutes deux y font parfois des représentations.
En décembre 2008, à l'occasion de son 95e anniversaire, Yvonne Verbeeck, déclare être déterminée à vivre jusqu'à 100 ans.[pertinence contestée] Elle n'atteint pas cet âge et meurt dans son sommeil à l'âge de 98 ans, le 26 février 2012.
Les dernières années de sa vie sont marquées par de grandes difficultés financières qui seraient dues aux malversations d'un membre de sa famille. Elle bénéficie d'une aide financière du Centre public d'action sociale, meurt dans une grande pauvreté et ses amis se cotisent pour organiser ses obsèques. Plus d'un millier de personnes, dont de nombreuses personnalités suivent son enterrement à la cathédrale Notre Dame d'Anvers.

## Distinctions
- Yvonne Verbeeck est citoyenne d'honneur de sa ville natale, Rumst[2],[11].
- un buste en bronze du sculpteur Ton Piepers, la représentant, et offert par ses collègues, est placé sur la Grand place de Rumst. Il fait l'objet d'une restauration en 2016[12]

## Publication
- (nl) Het is beter om 79 jaar jong te zijn dan 40 jaar oud, dans Betty Mellaerts, Lieve Blancquaert (photogr.), Vrouw, Lannoo, 2003 Lire en ligne